# Manfred Luckey
Manfred Luckey (* 11. Februar 1949 in Meschede) ist ein deutscher Politiker (CDU). Er war vom 2. Juni 2000 bis 2010 Abgeordneter im Landtag Nordrhein-Westfalen.

## Leben
Luckey machte eine Ausbildung zum Bankkaufmann und ging anschließend zur Bundeswehr und ist heute Oberst der Reserve. Er war eine Zeit lang Wahlkreisreferent des früheren Bundesfinanzministers Gerhard Stoltenberg. Von 1990 bis 2000 war er Geschäftsführer des CDU-Kreisverbandes Lippe und von 1994 Geschäftsführer des Bezirksverbandes Ostwestfalen-Lippe. Seit seinem Ausscheiden aus dem Landtag ist er Referent für Projektkoordination in der Landesgeschäftsstelle der CDU Nordrhein-Westfalen.

## Politik
Luckey ist seit 1970 Mitglied der CDU. Seit 2000 ist er stellvertretender Vorsitzender des Kreisverbandes und Beisitzer im Bezirksvorstand der CDU-Ostwestfalen-Lippe. Außerdem ist er seit Mai 2007 Mitglied des Landesvorstandes der CDU-Nordrhein-Westfalen. Von 1990 bis 2004 war er als sachkundiger Bürger der CDU-Fraktion im Kreistag Lippe vertreten. Er war von 1999 bis 2004 Aufsichtsratsmitglied der Flugbetriebsgesellschaft Paderborn. Bei der Landtagswahl 2005 errang Luckey ein Direktmandat im Landtagswahlkreis Lippe III und zog damit in den Landtag Nordrhein-Westfalen ein, wo er als ordentliches Mitglied des Haushalts- und Finanzausschusses, des Haushaltskontrollausschusses und des Personalausschusses vertreten ist. Außerdem war er Vorsitzender des Unterausschusses Landesbetriebe und Sondervermögen im Landtag NRW. Bei der Landtagswahl 2010 konnte Luckey sein Direktmandat im Landtagswahlkreis Lippe III nicht verteidigen und schied somit aus dem Landtag Nordrhein-Westfalen aus. Sein Nachfolger als Wahlkreisvertreter ist Dennis Maelzer (SPD).